# 정역
가환대수학에서 정역(整域, 영어: integral domain)은 영인자가 존재하지 않는, 자명환이 아닌 가환환이다. 정역은 정수환의 일반화이며, 0이 아닌 원소의 역원을 추가하여 분수체를 만들 수 있다.

## 정의
임의의 환 {\displaystyle R}의 원소 {\displaystyle r\in R}에 대하여, {\displaystyle (r\cdot )\colon R\to R,\;s\mapsto rs}가 단사 함수일 경우 {\displaystyle r}를 정칙원(正則元素, 영어: regular element)이라고 한다.
(곱셈 항등원을 갖는) 가환환 {\displaystyle R}에 대하여, 다음 조건들이 서로 동치이며, 이를 만족시키는 가환환을 정역이라고 한다.
- {\displaystyle R}는 다음 두 조건을 만족시킨다.
  - (영인자의 부재) 모든 {\displaystyle a,b\in R\setminus \{0\}}에 대하여, {\displaystyle ab\neq 0}이다.
  - (비자명성) {\displaystyle R}는 자명환이 아니다. 즉, {\displaystyle 1\neq 0}이다.
- {\displaystyle R\setminus \{0\}}이 곱셈에 대하여 (공집합이 아닌) 가환 모노이드를 이룬다.
- {\displaystyle R}의 영 아이디얼이 소 아이디얼이다.
- {\displaystyle R}는 체의 부분환과 동형이다.
- {\displaystyle R}는 자명환이 아니며, {\displaystyle R}의 0이 아닌 모든 원소가 정칙원이다.

스킴 {\displaystyle X}에 대하여, 다음 두 조건이 서로 동치이며, 이를 만족시키는 스킴을 정역 스킴(整域scheme, 영어: integral scheme, 프랑스어: schéma intègre)이라고 한다.
- {\displaystyle X}는 공집합이 아니며, 공집합이 아닌 모든 아핀 열린집합 {\displaystyle U}에 대하여 {\displaystyle \Gamma (U;{\mathcal {O}}_{X})}는 정역이다.[1]:82
- {\displaystyle X}는 축소 스킴이며 기약 스킴이다.[1]:82, Proposition II.3.1
- {\displaystyle X}는 공집합이 아니며, 모든 {\displaystyle x\in X}에 대하여 줄기 {\displaystyle {\mathcal {O}}_{X,x}}가 정역이며, {\displaystyle X}는 연결 공간이다.[2]:66, Exercise 2.4.4

## 성질
다음과 같은 포함 관계가 성립한다.
가환환 ⊋ 정역 ⊋ 정수적으로 닫힌 정역 ⊋ 크룰 정역 ⊋ 유일 인수 분해 정역 ∪ 데데킨트 정역 ⊋ 유일 인수 분해 정역 ∩ 데데킨트 정역 = 주 아이디얼 정역  ⊋ 유클리드 정역  ⊋ 체
정역의 환의 표수는 0이거나 아니면 소수이다. 양의 표수 {\displaystyle p>0}의 정역의 경우, 프로베니우스 사상 {\displaystyle x\mapsto x^{p}}은 단사 함수이다.
정역의 경우, 항상 분수체를 취할 수 있다.
가환환 {\displaystyle R} 및 아이디얼 {\displaystyle {\mathfrak {a}}\subset R}에 대하여, 다음 두 조건이 서로 동치이다.
- {\displaystyle {\mathfrak {a}}}가 소 아이디얼이다.
- {\displaystyle R/{\mathfrak {a}}}가 정역이다.

정역의 귀납적 극한은 역시 정역이다.
가환환 {\displaystyle R}에 대하여, 다음 두 조건이 서로 동치이다.:82, Example II.3.0.1:65
- {\displaystyle R}는 정역이다.
- 아핀 스킴 {\displaystyle \operatorname {Spec} R}는 정역 스킴이다.

웨더번 정리에 따르면, 모든 유한 정역은 유한체이다.

## 예
정수환 {\displaystyle \mathbb {Z} }은 정역을 이룬다. 모든 체는 정역을 이룬다. 모든 대수적 수체의 대수적 정수환 {\displaystyle {\mathcal {O}}_{K}}은 (데데킨트) 정역이다.
정수환의 몫환 {\displaystyle \mathbb {Z} /(n^{2})}의 경우, {\displaystyle n\neq 0}이지만 {\displaystyle n\cdot n=0}이므로 정역이 아니다.
모든 대수다양체는 정역 스킴이다.

## 같이 보기
- 영역 (환론)
- 소환 (환론)
- 분수체
- 영인자